# Sedum carnegiei
Sedum carnegiei är en fetbladsväxtart som beskrevs av Hamet. Sedum carnegiei ingår i Fetknoppssläktet som ingår i familjen fetbladsväxter. Inga underarter finns listade i Catalogue of Life.